# Australazië op de Olympische Zomerspelen 1912
Onder de naam Australazië deden 25 atleten uit Australië en Nieuw-Zeeland mee aan de Olympische Zomerspelen 1912 in Stockholm, Zweden. In 1908 namen ze ook met een gezamenlijk team deel. Het zou de laatste keer zijn. Vanaf 1920 deden de landen afzonderlijk mee.
Onder de 25 deelnemers waren drie Nieuw-Zeelanders; Malcolm Champion, George Hill en Anthony Wilding.
Twee deelnemers namen ook deel aan de Spelen van 1908; Sidney Middleton, in 1908 bij rugby en dit jaar bij het roeien, en Theodore Tartakover bij het zwemmen.

## Medailles
| Sport   | Olympiër                                                     | Discipline            | Medaille |
| ------- | ------------------------------------------------------------ | --------------------- | -------- |
| Zwemmen | Leslie Boardman Malcolm Champion Harold Hardwick Cecil Healy | 4x 200 m vrij (m)     | Goud     |
| Zwemmen | Fanny Durack                                                 | 100 m vrij (v)        | Goud     |
| Zwemmen | Cecil Healy                                                  | 100 m vrij (m)        | Zilver   |
| Zwemmen | Mina Wylie                                                   | 100 m vrij (v)        | Zilver   |
| Tennis  | Anthony Wilding                                              | enkelspel, indoor (m) | Brons    |
| Zwemmen | Harold Hardwick                                              | 400 m vrij (m)        | Brons    |
| Zwemmen | Harold Hardwick                                              | 1500 m vrij (m)       | Brons    |

## Deelnemers en resultaten

### Atletiek
Zes atleten deden mee aan het atletiek.
| Olympiër        | Discipline             | Resultaat    | Prestatie                                             |
| --------------- | ---------------------- | ------------ | ----------------------------------------------------- |
| William Stewart | 100m (m)               | halve finale | serie 7: 1ste in 11,0 halv finale 4: 3de              |
| William Stewart | 200m (m)               | halve finale | serie 16: 1ste in 26,0 halve finale 2: niet gefinisht |
| Claude Ross     | 400m (m)               | DNF          | serie 1: niet gefinisht                               |
| George Hill     | 5000m (m)              | halve finale | halve finale 1: 4de in 15.56,8                        |
| George Hill     | 10000m (m)             | halve finale | halve finale 3: niet gefinisht                        |
| William Murray  | 10 km snelwandelen (m) | DSQ          | gediskwalificeerd                                     |
| Stuart Poulter  | marathon (m)           | DNF          | niet gefinisht                                        |

### Roeien
Bij het roeien namen tien deelnemers deel in twee boten..
| Olympiër | Discipline | Resultaat   | Prestatie                                  |
| --- | ---------- | ----------- | ------------------------------------------ |
| Cecil McVilly | skiff (m)  | DSQ         | serie 2: gediskwalificeerd                 |
| Roger Fitzhardinge Simon Fraser Henry Hauenstein Sydney Middleton Thomas Parker Harry Ross-Boden John Ryrie Hugh Ward Robert Waley | acht (m)   | kwartfinale | serie 2: 1ste in 6.57,0 kwartfinale 3: 2de |

### Tennis
Australazië werd in het tennis door Anthony Wilding die brons won in het enkelspel, indoorcompetitie.
| Olympiër        | Discipline    | Resultaat | Prestatie |
| --------------- | ------------- | --------- | --- |
| Anthony Wilding | enkelspel (m) | Brons     | 1ste ronde: W van SWE Silverstolpe: 6-0, 6-1, 6-1 2de ronde: W van SWE Grönfors: 6-3, 6-3, 6-3 kwartfinale: W van GBR Caridia: 6-1, 6-2, 6-2 halve finale: V van GBR Dixon: 0-6, 6-4, 4-6, 4-6 bronzen finale: W van GBR Lowe: 6-4, 2-6, 7-5, 6-0 |

### Zwemmen
Bij het zwemmen namen zeven mannen en twee vrouwen deel.
| Olympiër                                                     | Discipline            | Resultaat    | Prestatie                                                                                                  |
| ------------------------------------------------------------ | --------------------- | ------------ | --- |
| Leslie Boardman                                              | 100m vrije slag (m)   | kwartfinale  | serie 3: 1ste in 1.06,0 kwartfinale 3: 4de in 1.05,40                                                      |
| Harold Hardwick                                              | 100m vrije slag (m)   | kwartfinale  | serie 6: 1ste in 1.05,80 kwartfinale 1: 3de in 1.06,0                                                      |
| Cecil Healy                                                  | 100m vrije slag (m)   | Zilver       | serie 4: 2de in 1.05,20 kwartfinale 3: 3de in 1.04.80 halve finale: 1ste in 1.05,60 finale: 2de in 1.04,60 |
| William Longworth                                            | 100m vrije slag (m)   | DNF          | serie 5: 2de in 1.05,20 kwartfinale 1: 2de in 1.05,20 halve finale: 3de in 1.06,20 finale: niet gestart    |
| Theodore Tartakover                                          | 100m vrije slag (m)   | series       | serie 2: 3de in 1.12,20                                                                                    |
| Malcolm Champion                                             | 400m vrije slag (m)   | halve finale | serie 1: 2de in 5.37,0 halve finale 2: 4de in 5.38,0                                                       |
| Harold Hardwick                                              | 400m vrije slag (m)   | Brons        | serie 1: 1ste in 5.36,0 (OR) halve finale 2: 1ste in 5.31,0 finale: 3de in 5.31,2                          |
| Cecil Healy                                                  | 400m vrije slag (m)   | 4e           | serie 5: 1ste in 5.34,0 (OR) halve finale 2: 3de in 5.37,8 finale: 4de in 5.37,8                           |
| Theodore Tartakover                                          | 400m vrije slag (m)   | DNF          | serie 3: niet gefinisht                                                                                    |
| Malcolm Champion                                             | 1500m vrije slag (m)  | DNF          | serie 1: 2de in 23.34,0 halve finale 2: 2de in 23.24,2 finale: niet gefinisht                              |
| Harold Hardwick                                              | 1500m vrije slag (m)  | Brons        | serie 5: 1ste in 23.23,2 halve finale 1: 3de in 23.14,0 finale: 3de in 23.15,4                             |
| William Longworth                                            | 1500m vrije slag (m)  | DNF          | serie 3: 2de in 23.03,6 halve finale 2: niet gestart                                                       |
| Malcolm Champion                                             | 200m schoolslag (m)   | series       | serie 1: 4de in 3.24,0                                                                                     |
| Malcolm Champion                                             | 400m schoolslag (m)   | series       | serie 3: 4de in 7.07,8                                                                                     |
| Leslie Boardman Malcolm Champion Harold Hardwick Cecil Healy | 4x200m vrije slag (m) | Goud         | halve finale 2: 1ste in 10.14,0 finale: 1ste in 10.11,2                                                    |
|                                                              |                       |              | |
| Fanny Durack                                                 | 100m vrije slag (v)   | Goud         | serie 4: 1ste in 1.19,8 (WR) halve finale 1: 1ste in 1.20,2 finale: 1ste in 1.22,2                         |
| Mina Wylie                                                   | 100m vrije slag (v)   | Zilver       | serie 3: 1ste in 1.26,8 halve finale 2: 1ste in 1.27,0 finale: 2de in 1.25,4                               |

Australazië · België · Bohemen · Canada · Chili · Denemarken · Duitsland · Egypte · Finland · Frankrijk · Griekenland · Groot-Brittannië · Hongarije · IJsland · Italië · Japan · Luxemburg · Nederland · Noorwegen · Oostenrijk · Portugal · Rusland · Servië · Turkije · Verenigde Staten · Zuid-Afrika · Zweden · Zwitserland